# Juan Pablo II
Juan Pablo II är en ort i Mexiko.   Den ligger i kommunen Tezonapa och delstaten Veracruz, i den sydöstra delen av landet, 280 km öster om huvudstaden Mexico City. Juan Pablo II ligger 100 meter över havet och antalet invånare är 226.
Terrängen runt Juan Pablo II är varierad. Runt Juan Pablo II är det ganska tätbefolkat, med 179 invånare per kvadratkilometer. Närmaste större samhälle är Acatlán de Pérez Figueroa, 18,0 km nordost om Juan Pablo II. Omgivningarna runt Juan Pablo II är en mosaik av jordbruksmark och naturlig växtlighet.